# Spiel
La Spiel, conocida también como Feria de Essen (hasta 2022 llamada Internationale Spieltage), es una feria comercial del sector de los juegos de mesa que se celebra anualmente en el mes de octubre, y durante cuatro días, en la ciudad alemana de Essen. Con 910 exhibidores procedentes de 41 naciones (en 2015) SPIEL es la mayor feria internacional del sector de los juegos de mesa y el lugar de presentación habitual de las novedades en juegos de estilo alemán. 
La feria empezó a celebrarse en 1983.

## Referencias

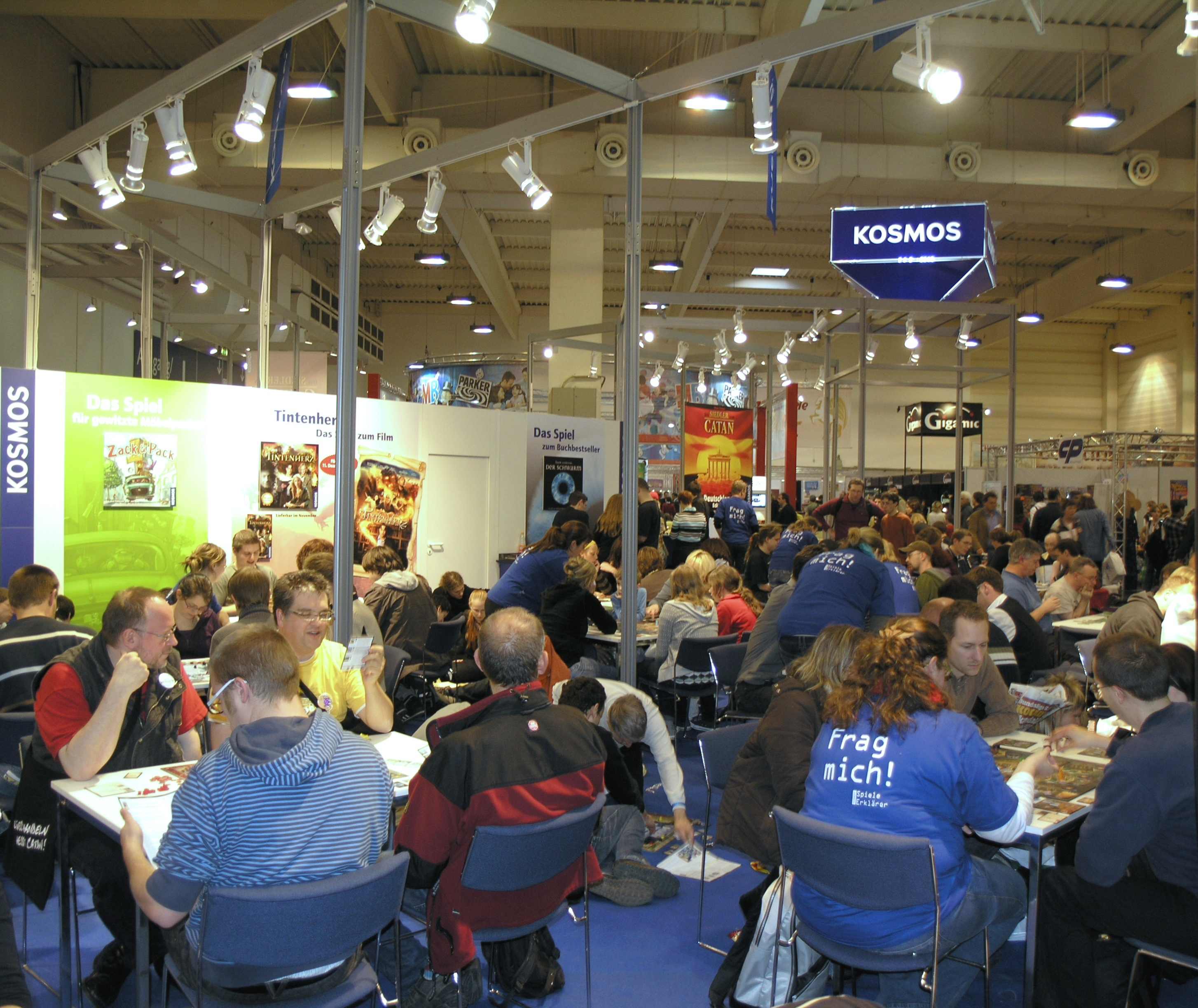
Imagen de la edición de 2008.

## Últimos datos de asistencia
| Año  | Fechas     | Visitantes | Número de expositores | Espacio de exhibición | Nuevos juegos | Países | Precio de la entrada | Fuente        |
| ---- | ---------- | ---------- | --------------------- | --------------------- | ------------- | ------ | -------------------- | ------------- |
| 1983 |            | 5000       | 12                    |                       |               |        |                      |               |
| 1984 | 10.-14.10. | 15.000     | 66                    |                       |               |        |                      |               |
| 1985 | 25.–29.09. | 36.000     | 110                   |                       |               |        |                      |               |
| 1986 | 23.-26.10. | 45.000     | 186                   |                       |               |        |                      |               |
| 1987 | 17.–20.09. |            |                       |                       |               |        |                      |               |
| 1988 |            |            |                       |                       |               |        |                      |               |
| 1989 | 19.–22.10. |            |                       |                       |               |        |                      |               |
| 1990 |            |            |                       |                       |               |        |                      |               |
| 1991 | 17.–20.10. |            | 378                   |                       | ca. 200       |        |                      | [ 3 ]         |
| 1992 | 22.–25.10. |            |                       |                       |               |        |                      |               |
| 1993 | 21.–24.10. |            |                       |                       |               |        |                      |               |
| 1994 | 20.–23.10. |            |                       |                       |               |        |                      |               |
| 1995 | 19.–22.10. |            |                       |                       |               |        |                      |               |
| 1996 | 17.–20.10. | 130.000    | 450                   | 31.000 m²             |               |        |                      | [ 4 ]         |
| 1997 | 23.–26.10. |            |                       |                       |               |        |                      |               |
| 1998 | 22.–25.10. | 140.000    | 463                   |                       | ca. 300       | 18     |                      | [ 5 ]         |
| 1999 | 21.–24.10. |            |                       |                       |               |        | 18,00 DM             |               |
| 2000 | 26.–29.10. |            |                       |                       |               |        |                      |               |
| 2001 | 25.–28.10. | 147.156    | 569                   |                       | ca. 200       | 17     |                      | [ 6 ]         |
| 2002 | 17.–20.10. | 150.000    | 578                   | 37.500 m²             |               | 21     | 10,00 €              | [ 7 ]         |
| 2003 | 23.–26.10. | 150.000    | 610                   |                       |               | 21     | 10,00 €              | [ 8 ]         |
| 2004 | 21.–24.10. | 150.000    | 687                   | 42.820 m²             | ca. 400       | 24     | 10,00 €              | [ 9 ]         |
| 2005 | 13.–16.10. | 145.000    | 724                   |                       |               | 30     |                      | [ 10 ]        |
| 2006 | 19.–22.10. | 151.000    | 730                   |                       | ca. 350       | 31     | 11,00 €              | [ 11 ]        |
| 2007 | 18.–21.10. | 148.000    | 758                   | 44.100 m²             | ca. 500       | 30     |                      | [ 12 ]        |
| 2008 | 23.–26.10. | 150.000    | 760                   |                       | ca. 550       | 31     | 11,50 €              | [ 13 ]        |
| 2009 | 22.–25.10. | 152.000    | 763                   | 44.000 m²             | ca. 600       | 31     | 11,50 €              | [ 14 ]        |
| 2010 | 21.–24.10. | 154.000    | 786                   |                       | ca. 650       | 32     |                      | [ 15 ]        |
| 2011 | 20.–23.10. | 147.000    | 810                   | 46.000 m²             | ca. 750       | 34     | 11,50 €              | [ 16 ]        |
| 2012 | 18.–21.10. | 149.000    | 827                   | 49.000 m²             | ca. 800       | 37     | 11,50 €              | [ 17 ]        |
| 2013 | 24.–27.10. | 156.000    | 828                   | 48.000 m²             | ca. 800       | 39     | 11,50 €              | [ 18 ] [ 19 ] |
| 2014 | 16.–19.10. | 158.000    | 832                   | 58.000 m²             | ca. 850       | 41     | 11,50 €              | [ 20 ]        |
| 2015 | 08.–11.10. | 162.000    | 910                   | 63.000 m²             | ca. 1000      | 41     | 11,50 €              | [ 21 ]        |
| 2016 | 13.–16.10. | 174.000    | 1021                  | 68.000 m²             | ca. 1200      | 50     | 13,00 €              | [ 22 ]        |
| 2017 | 26.–29.10. | 182.000    | 1100                  | 72.000 m²             | ca. 1200      | 51     | 13,00 €              | [ 23 ]        |
| 2018 | 25.–28.10. | 190.000    | 1150                  | 80.000 m²             | ca. 1400      | 50     | 13,00 €              | [ 24 ]        |
| 2019 | 24.–27.10. | 209.000    | 1200                  | 86.000 m²             | ca. 1500      | 53     | 15,00 €              | [ 25 ]        |
| 2020 | 22.–25.10. | 148.000*   | 421*                  | digital               | ca. 1400      | 41     | gratis               | [ 26 ]        |
| 2021 | 14.–17.10. | 93.600     | 620                   |                       | ca. 1000      | 41     | 20,00 €              | [ 27 ]        |
| 2022 | 06.–09.10. | 147.000    | 980                   | 50.000 m²             | ca. 1800      | 56     | 19,00 €              | [ 28 ] [ 29 ] |
| 2023 | 05.–08.10. | 193.000    | 935                   | 62.500 m²             | 1750          | 56     | 21,00–23,00 €        | [ 30 ]        |
| 2024 | 03.–06.10. |            |                       | 68.528 m²             |               |        | 21,00–23,00 €        | [ 31 ]        |